# فرانك مور (فارس)
فرانك مور (بالإنجليزية: Frank Moore)‏ هو فارس أسترالي، ولد في 13 سبتمبر 1925.